# 인푸몬인노 다이후

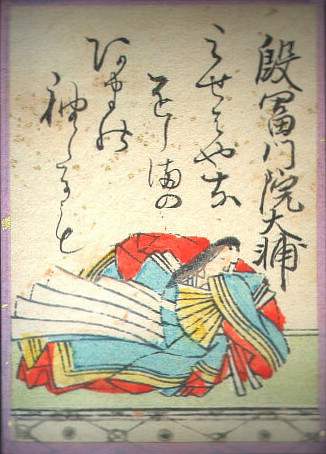
인부몬인노 다이후

인푸몬인노 다이후(일본어: 殷富門院大輔, 1130년경 ~ 1200년경)는 일본 헤이안 시대 후기의 궁녀, 시인이다.

## 와카
```
오지마 어부 젖어든 소매자락 그대로 이건만 눈물에 젖고 젖어 색마저 변한 내 소매
見せばやな雄島の海人の袖だにも濡れにぞ濡れし色は変はらず
```